# اتحادیه بین‌المللی دانشگاه‌های تحقیقاتی
اتحادیه بین‌المللی دانشگاه‌های تحقیقاتی (به انگلیسی: International Alliance of Research Universities) که به‌طور خلاصه «IARU» هم نامیده می‌شود؛ یک اتحادیه دانشگاهی است که در ۱۴ ژانویه ۲۰۰۶ به عنوان یک شبکه تعاونی از ۱۰ دانشگاه برجسته و بین‌المللی تحقیقاتی پیشرفته که دیدگاه مشابهی در مورد آموزش عالی، به ویژه آموزش رهبران آینده داشتند، راه اندازی شد. در ژانویه ۲۰۱۶ دانشگاه کیپ‌تاون به عنوان یازدهمین عضو به این اتحادیه پیوست.
روسای این دانشگاه‌ها هرساله در یک دانشگاه میزبان جمع می‌شوند تا در مورد مسائل زیر گفتگو کنند:
- ابتکارات آموزش جهانی
- شبکه‌سازی مشترک مؤسسه‌ای
- پایداری دانشگاه
- ابتکارات تحقیقاتی

## رؤسای گذشته
رئیس IARU از بین روسای دانشگاه‌ها برای مدت ۲ سال انتخاب می‌شود. روسای این اتحادیه از زمان ایجاد تاکنون به شرح زیرند:
- پروفسور یان چوب، ۲۰۰۵–۲۰۰۸ (دانشگاه ملی استرالیا)
- پروفسور تان چور چوان، ۲۰۰۹–۲۰۱۲ (دانشگاه ملی سنگاپور)
- پروفسور رالف آیزلر، ۲۰۱۳–۲۰۱۴ (مؤسسه فناوری فدرال زوریخ)
- پروفسور رالف همینگسن، ۲۰۱۵–۲۰۱۶ (دانشگاه کپنهاگ)
- پروفسور نیکلاس دیرکس، ۲۰۱۷ (دانشگاه کالیفرنیا، برکلی)
- صدراعظم کارول مسیح، ۲۰۱۷–۲۰۱۸ (دانشگاه کالیفرنیا، برکلی)
- دکتر ماکوتو گونوکامی، ۲۰۱۸ - تاکنون (دانشگاه توکیو)

## فهرست اعضا
- دانشگاه ملی استرالیا
- دانشگاه کالیفرنیا، برکلی
- دانشگاه کمبریج
- دانشگاه کیپ‌تاون
- دانشگاه کپنهاگ
- مؤسسه فناوری فدرال زوریخ
- دانشگاه آکسفورد
- دانشگاه پکینگ
- دانشگاه ملی سنگاپور
- دانشگاه توکیو
- دانشگاه ییل